# 6e British Academy Film Awards
De 6e British Academy Film Awards of BAFTA Awards werden uitgereikt in 1953 voor de films uit 1952. Naast de bestaande categorieën werden dit jaar een aantal nieuwe categorieën toegevoegd, namelijk: Beste Buitenlandse Acteur, Beste Britse Acteur, Beste Buitenlandse Actrice, Beste Britse Actrice en Meestbelovende Nieuwkomer in een Film.

## Winnaars en genomineerden

### Beste Film
The Sound Barrier
- The African Queen
- Angels One Five
- The Boy Kumasenu
- Carrie
- Casque d'or
- Cry, The Beloved Country
- Death of a Salesman
- Limelight
- Mandy
- Miracolo a Milano
- Los olvidados
- Outcast of the Islands
- Rashomon
- The River
- Singin' In The Rain
- A Streetcar Named Desire
- Viva Zapata!

### Beste Buitenlandse Acteur
Marlon Brando in A Streetcar Named Desire 
- Humphrey Bogart in The African Queen
- Fredric March in Death of a Salesman
- Pierre Fresnay in Dieu a besoin des hommes
- Francesco Golisano in Miracolo a Milano

### Beste Britse Acteur
Ralph Richardson in The Sound Barrier 
- Laurence Olivier in Carrie
- Alistair Sim in Folly to Be Wise
- Jack Hawkins in Mandy
- James Hayter in The Pickwick Papers
- Nigel Patrick in The Sound Barrier

### Beste Britse Actrice
Vivien Leigh in A Streetcar Named Desire 
- Celia Johnson in I Believe In You
- Phyllis Calvert in Mandy
- Ann Todd in The Sound Barrier

### Beste Buitenlandse Actrice
Simone Signoret in Casque d'or 
- Nicole Stephane in Les Enfants Terribles
- Judy Holliday in The Marrying Kind
- Edwige Feuillère in Olivia
- Katharine Hepburn in Pat and Mike

### Best Documentaire
Royal Journey
- Highlights of Farnborough 1952
- Le Mans 1952
- Fishermen of Negombo
- Journey into History
- The Open Window
- Rig 20
- Nature's Half Acre
- The Streamlined Pig
- Ocean Terminal
- Opera School

### Beste Britse Film
The Sound Barrier 
- Angels One Five
- Cry, The Beloved Country
- Mandy
- Outcast of the Islands

### VN Award
Cry, The Beloved Country
- Los olvidados
- Neighbours

### Meestbelovende Nieuwkomer In Een Film
Claire Bloom in Limelight 
- Dorothy Tutin in The Importance of Being Earnest
- Dorothy Alison in Mandy
- Mandy Miller in Mandy

### Special Award
Animated Genesis
- The Moon
- Basic Principles of Lubrication
- Demonstrations on Perception
- The Stanlow Story
- Machining of Metals
- The Angry Boy
- The Carlsen Story
- Organisation of the Human Body
- To the Rescue
- Balance 1950
- A Phantasy